# Otac na službenom putu
Otac na službenom putu (Brasil: Quando papai saiu em viagem de negócios / Portugal: O pai foi em viagem de negócios) é um filme iugoslavo de 1985, dirigido por Emir Kusturica e escrito por Abdulah Sidran.

## Sinopse
Passado na Bósnia pós-Segunda Guerra Mundial, durante o Período Informbiro, o filme narra a história de um rapaz cujo pai (interpretado por Predrag Miki Manojlović) é suspeito de trabalhar para o Cominform e é enviando para um campo de trabalhos forçados por ter feito um comentário descuidado sobre um cartoon político. A história é contada da perspectiva do rapaz, Malik, que é levado a acreditar que o pai se encontra fora numa viagem de negócios.

## Premiações
O filme ganhou a Palma de Ouro no Festival de Cannes em 1985 e foi também indicado ao Oscar de melhor filme em língua estrangeira.

## Elenco principal
- Predrag Miki Manojlović
- Mirjana Karanović
- Mira Furlan
- Mustafa Nadarević
- Predrag Laković
- Pavle Vujisić
- Slobodan Aligrudić